# Хожеле
Хожеле (пол. Chorzele)  —  город  в Польше, входит в Мазовецкое воеводство,  Пшаснышский повят.  Имеет статус городско-сельской гмины. Занимает площадь 17,51 км². Население — 2799 человек (на 2004 год).